# رفيق شاهين
رفيق أمين شاهين، نائب لبناني سابق، تولى مناصب رسمية عديدة في لبنان أهمها وزارة التصميم.

## ولادته ودراسته
ولد رفيق شاهين في النبطية عام 1925
تابع دراسته الأولى في مؤسسة جيرار في صيدا أما دراسته العليا فكانت في الجامعة الأميركية في بيروت.
سافر إلى أمريكا حيث حصل على شهادة دكتوراه في العلوم السياسية من جامعة كاليفورنيا الجنوبية.
تزوّج في العام 1961 من زينة سليمان العلي ولهما ابنتان.

## نشاطه السياسي
لم يشارك في معارك الحرب الأهلية التي دارت في لبنان بدءا من سبعينيات القرن الماضي
تولى وظائف رسمية بين العامين 1953 و1960.
انتخب نائباً لأول مرة عن قضاء النبطية في العام 1960
تولى منصب وزير التصميم في الحكومة التي ترأسها الرئيس صائب سلام من آب 1960 حتى 20 ايار 1961.
تولى منصب المدير العام لإدارة اللاجئين الفلسطينيين برتبة سفير في آب 1964.
اعيد انتخابه نائباً عن منطقة النبطية في آذار 1968.
تولى منصب وزيرالعمل والشؤون الاجتماعية في حكومة الرئيس رشيد كرامي من 26 تشرين الثاني 1969 حتى 17 تشرين الأول 1970.
اعيد انتخابه نائباً عن النبطية في 8 كانون الأول 1972، واستمر حتى العام 1992.
شارك في اجتماعات اتفاق الطائف في السعودية وشارك في صياغة الاتفاق النهائي.
في العام 1992 ترشح للنيابة مجددا عن محافظة النبطية ولكنه لم يحالفه الحظ.

## وفاته
توفي في شهر أيار من العام 2011 ودفن في مدينة النبطية عن عمر ناهز 86 عاما.